# Delahaye Type 43
Der Delahaye Type 43 ist ein frühes Pkw-Modell. Hersteller war Automobiles Delahaye in Frankreich.

## Beschreibung
Die Fahrzeuge wurden zwischen 1911 und 1914 hergestellt. 1911 stand eines auf dem Pariser Autosalon.
Der Type 43 hat einen vorn eingebauten Vierzylinder-Ottomotor mit einem Hubraum von 2951 cm³ (Bohrung 85 mm, Hub 130 mm) und einer Leistung von 28 PS. Steuerlich war er in Frankreich mit 16–20 CV eingestuft. Die Antriebskraft wird auf die Hinterräder übertragen.
Der Radstand beträgt bei Fahrzeugen der ersten beiden Baujahre wahlweise 3050 mm oder 3200 mm. 1913 wurde der Radstand um 25 mm verlängert und außerdem eine Variante Colonial mit etwas mehr Bodenfreiheit auf den Markt gebracht. Insgesamt entsprach die Konstruktion des Fahrzeugs weitgehend jener des Delahaye Type 44. Der Wagen wurde als Doppelphaeton, zweisitziger Phaeton, Torpedo, Limousine und Coupé gebaut. Als Torpedo sind 80 km/h Höchstgeschwindigkeit möglich.
Auf dem Chassis des Fahrzeuges wurden auch leichte Lastkraftwagen mit 1,5 Tonnen Nutzlast gefertigt, unter anderem für die französische Armee.
Im Februar 2015 wurden zwei Fahrzeuge aus der Baillon-Sammlung in schlechtem Zustand versteigert. Der Pkw brachte 65.560 Euro und der Pritschenwagen 25.032 Euro. Ein anderes Fahrzeug mit vier Sitzreihen in einem guten Zustand wurde 2018 angeboten, fand aber bei einem Schätzpreis von 100.000 bis 150.000 US-Dollar keinen Käufer.